# تجربة روزنهان

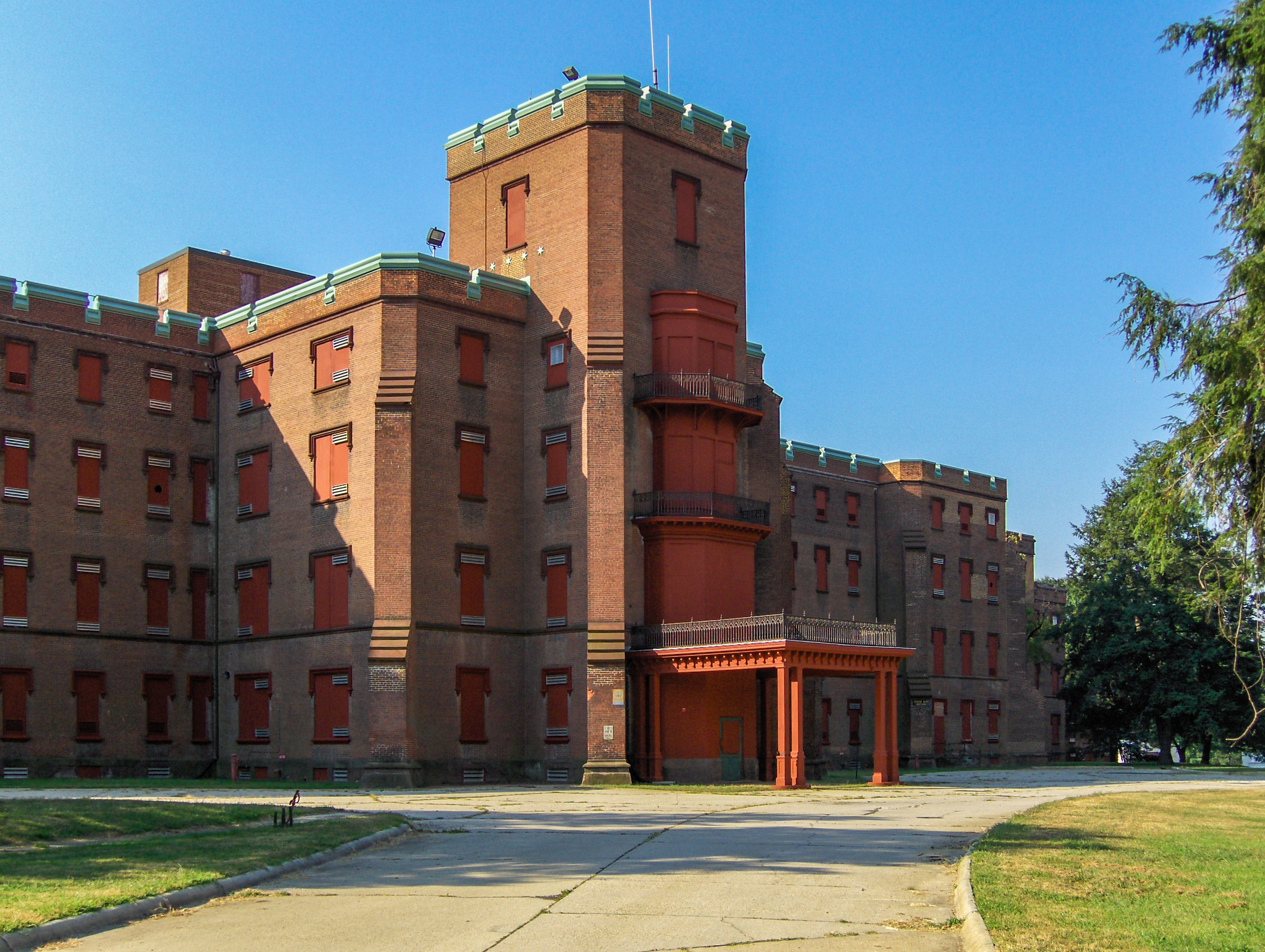

تجربة روزنهان تجربة علمية هامة في تحديد مدى صلاحية وصحة وشرعية تشخيص الأمراض النفسية، التي أجراها عالم النفس ديفيد روسنهن (22 نوفمبر 1929م - 6 فبراير 2012م)، وهو أستاذ في جامعة ستانفورد، وقد نشرت التجربة مجلة (العلوم)ساينس العلمية في عام 1973 تحت عنوان «ان تكون عاقل في أماكن مجنونة» (بالإنجليزية: On Being Sane in Insane Places)‏. وتعتبر الدراسة انتقادا مهماً ومؤثراً على تشخيص الأمراض النفسية.
تظاهر المجربون بالهلوسة لدخول مستشفيات الأمراض النفسية، وتصرفوا بشكل طبيعي بعد ذلك. تم تشخيصهم باضطرابات نفسية وتم إعطائهم عقاقير مضادات نفسية.
أثناء الاستماع إلى محاضرة لـ رونالد لينغ، التي ارتبطت بحركة مكافحة الطب النفسي، تصور ديفيد روزنهان التجربة كوسيلة لاختبار موثوقية التشخيصات النفسية. وخلصت الدراسة إلى أنه «من الواضح أننا لا نستطيع التمييز بين العاقل من غير العاقل في مستشفيات الأمراض النفسية». كما أوضحت أخطار التجريد من الإنسانية وأيضاً التسميات النفسية في مؤسسات الطب النفسي. واقترح استخدام مرافق الصحة النفسية المجتمعية التي تركز على مشاكل وسلوكيات محددة بدلاً من التسميات النفسية، وأوصى بالتثقيف لجعل العاملين في مجال الطب النفسي أكثر وعياً بعلم النفس الاجتماعي لمرافقهم. 

## التجربة الأولى
أجريت الدراسة في ثمانية أجزاء. تضمن الجزء الأول استخدام المساعدين الأصحاء أو المرضى الكاذبين (ثلاث نساء وخمسة رجال، بما في ذلك روزنهان نفسه) الذين تظاهروا بالهلوسة لفترة قصيرة في محاولة للحصول على القبول في 12 مستشفى للأمراض النفسية في خمس ولايات في الولايات المتحدة.من خلال تقييمهم النفسي الأولي، ادعى المرضى المزيفون أنهم يسمعون أصواتًا من نفس الجنس مثل المريض وكان الصوت يكون غالبًا غير واضح، ولكن يبدو أنه نطق الكلمات «فارغة» أو «جوفاء» أو «جلجل»، ولا شيء غير ذلك. تم اختيار هذه الكلمات لأنها توحي بشكل غامض بنوع من الأزمة الوجودية.تم قبول جميع وتشخيص الاضطرابات.
بعد القبول، تصرف المرضى الزائفون بشكل طبيعي وأخبروا الموظفين أنهم شعروا بخير ولم يعد لديهم أي هلوسة إضافية. أُجبر جميعهم على الاعتراف بمرض عقلي واضطروا إلى الموافقة على تناول الأدوية المضادة للذهان كشرط لإطلاق سراحهم. الأمر الذي اعتبره روزنهان كدليل على أن المرض العقلي يعتبر حالة لا رجعة فيها وخلق وصمة عار مدى الحياة بدلاً من مرض قابل للشفاء. كان متوسط الوقت الذي يقضيه المرضى في المستشفى 19 يومًا. وكانوا كلهم مشخصون بمرض الانفصام ما عدا واحد شُخص بمرض اضطراب ثنائي القط ب.
على الرغم من تدوين الملاحظات بشكل مكثف وصريح حول سلوك الموظفين وغيرهم من المرضى، لم يكتشف موظفي المستشفى ان هؤلاء  المرضى مزيفين  ومحتالين، على الرغم من أن العديد من مرضى الطب النفسي الآخرين بدا أنهم قادرون على التعرف عليهم بشكل صحيح كدعاة. في أول ثلاث مستشفيات، عبّر 35 من إجمالي 118 مريضًا عن شكوكهم في أن المرضى الذين يعانون من الأمراض الزائفة عاقلون، حيث أشار البعض إلى أن المرضى كانوا باحثين أو صحفيين يحققون في المستشفى. أشارت ملاحظات المستشفى إلى أن الموظفين فسروا الكثير من سلوك المرضى الزائفين على انه زيادة في المرض العقلي. على سبيل المثال، وصفت إحدى الممرضات ان تدوين الملاحظات الدائمة من قبل أحد المرضى الكاذبين بأنها «سلوك الكتابة» واعتبرتها حالة مرضية.
تطلبت التجربة من المعالجين الزائفين الخروج من المستشفى بمفردهم عن طريق إقناع المستشفى بانهم بخير ويطلبون اطلاق سراحهم، وقد تم الإبقاء على محام ليكون تحت الطلب لحالات الطوارئ عندما يصبح من الواضح أنه لن يتم إطلاق سراح المتطوعين المزعومين من قبل المستشفى في غضون مهلة قصيرة. بمجرد الاعتراف والتشخيص، لم يتمكن المرضى المزيفون من الحصول على إطلاق سراحهم إلى ان اتفقوا مع الأطباء النفسيين على أنهم مصابون بأمراض عقلية وأنهم بدأوا في تناول الأدوية المضادة، التي قاموا بإسقاطها في المرحاض. لم يبلغ أي موظف عن أن المرضى المزيفين يقومون بتطهير أدويتهم في دورات المياه.
أبلغ روزنهان وغيره من المرضى المزيفين عن شعورهم الساحق بعدم الإنسانية، والغزو الشديد للخصوصية، والملل أثناء دخولهم المستشفى. تم تفتيش ممتلكاتهم بشكل عشوائي، وأحيانًا تمت ملاحظتهم أثناء استخدام المرحاض. وذكروا أنه على الرغم من أن الموظفين أبدوا نوايا حسنة، إلا أنهم قاموا عمومًا باستبعاد المرضى وإزالتهم إنسانيتهم، وكثيراً ما كان عدة أطباء يناقشون في وضع المريض بإسهاب أثناء حضوره وكأنه ليس موجود. وقد تجنب الأطباء التفاعل المباشر مع المرضى باستثناء الضرورة القصوى لأداء واجباتهم الرسمية. . كان بعض الموظفين يسيئون لفظياً وجسدياً للمرضى عندما لم يكن الموظفون الآخرون حاضرين. قال طبيب لطلابه إن مجموعة من المرضى بالملل الذين ينتظرون خارج الكافتيريا لتناول طعام الغداء مبكراً يعانون من أعراض نفسية «مكتسبة عن طريق الفم». بلغ متوسط التواصل مع الأطباء 6.8 دقائق في اليوم.وقد قال روزنهان واصفاً معاناته للخروج من المشفى:
«أخبرت الأصدقاء، وأخبرت أسرتي: يمكنني الخروج عندما أتمكن من الخروج. هذا كل شيء. سأكون هناك لبضعة أيام وسأخرج. لم يعلم أحد أنني سأكون هناك لمدة شهرين... وكان السبيل الوحيد للخروج هو الإشارة إلى أنهم [الأطباء النفسيون] على حق. لقد قالوا إنني مجنون قلت لهم:» أنا مجنون، لكنني تتحسن«. وكان ذلك تأكيدا لوجهة نظرهم لي.»    

## التجربة الثانية
ضمن الجزء الثاني من دراسته، عندما تحدت إدارة المستشفى  اجرى فيها الدراسة الأولى، روزنهان بأن يرسل مرضى كاذبين مرة أخرى إلى المنشأة ومن ثم يكتشف موظفوها من هو المريض الكاذب. وافق روزنهان، وفي الأسابيع التالية من بين 250 مريضًا جديدًا، حدد الموظفون 41 مريضًا كاذبًا محتملاً، من خلال تلقي شكوك  من طبيب نفسي واحد على الأقل وموظف آخر. في الواقع، لم يرسل روزنهان أي مريض كاذب إلى المستشفى. وكانت الخلاصة: لا يمكن أن تكون أي عملية تشخيصية تفسح المجال أمام أخطاء هائلة من هذا النوع عملية موثوقة للغاية.

## الانتقاد العلمي للتجربة
نشر روزنهان النتائج التي توصل إليها في العلوم، والتي انتقد فيها موثوقية التشخيص النفسي والطبيعة المحبطة والمهينة لرعاية المرضى التي يعاني منها الزملاء في الدراسة.  ولدت مقاله انفجار الجدل.
دافع الكثيرون عن الطب النفسي بحجة ان الاطباء اعتمدوا على تشخيص المريض، وان هذا هو المخطأ هو المريض الذي كذب وليس الطبيب. في هذا السياق، نقل الطبيب النفسي روبرت سبيتزر عن سيمور كيتي في انتقاد عام 1975 لدراسة روزنهان:
سأشرب ربعًا من الدم، وإخفاء ما كنت قد فعلته، أتيت إلى غرفة الطوارئ لأي دم يتقيأ في المستشفى، فسيكون سلوك الموظفين متوقعًا تمامًا. إذا وصفوني وعاملوني على أنني مصاب بقرحة هضمية تنزف لذا انا لا أستطيع أن أجادل هنا أن العلوم الطبية لا تعرف كيفية تشخيص هذه الحالة.
جادل كيتي أيضًا بأنه لا ينبغي بالضرورة أن يتوقع من الأطباء النفسيين افتراض أن المريض يتظاهر بمرض عقلي، وبالتالي فإن الدراسة تفتقر إلى الواقعية. وقد شكك آخرون بصحة الدراسة.